# Atrabilaire

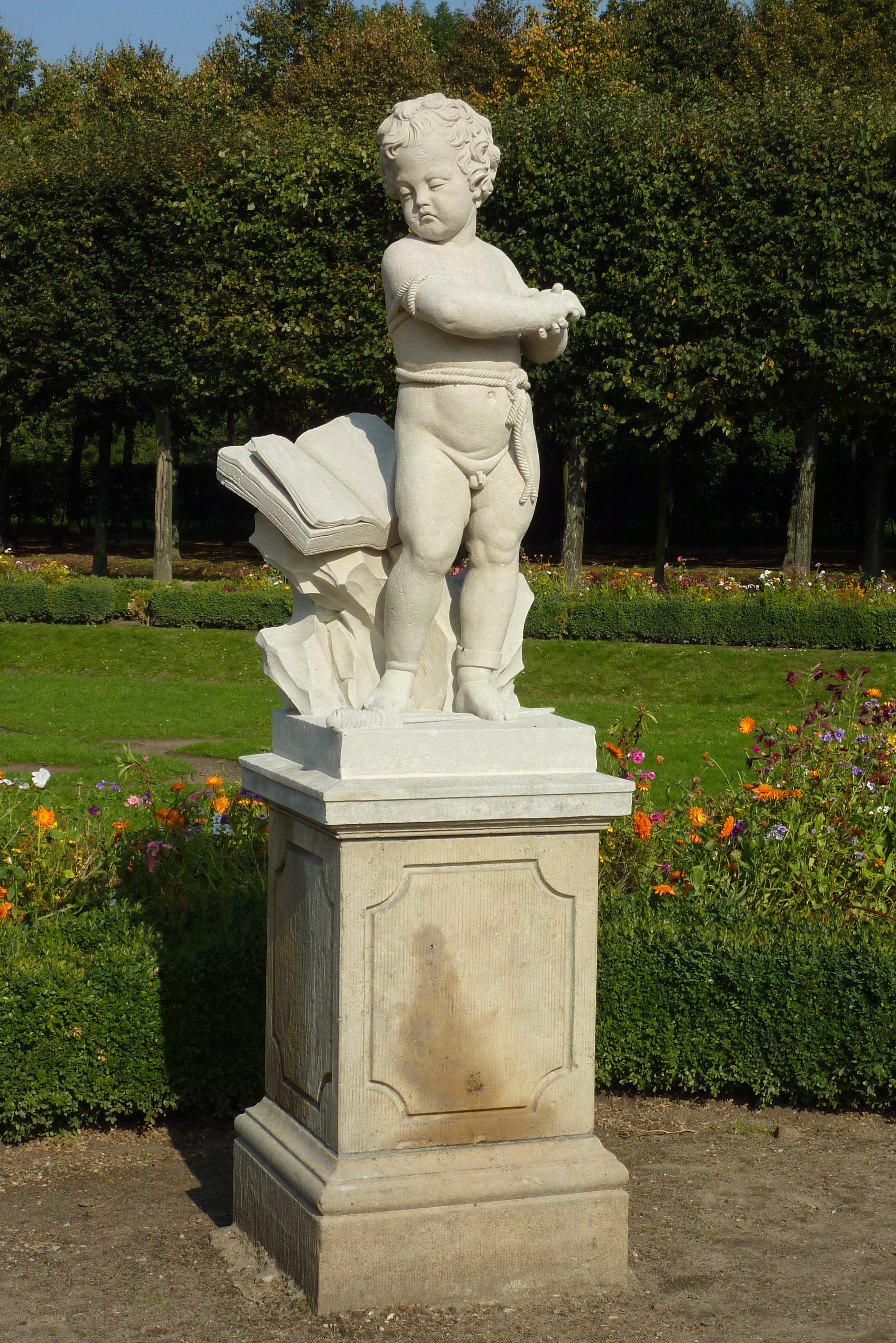
Atrabilaire (en tant que sculpture, au parc zoologique de Berlin-Friedrichsfelde).

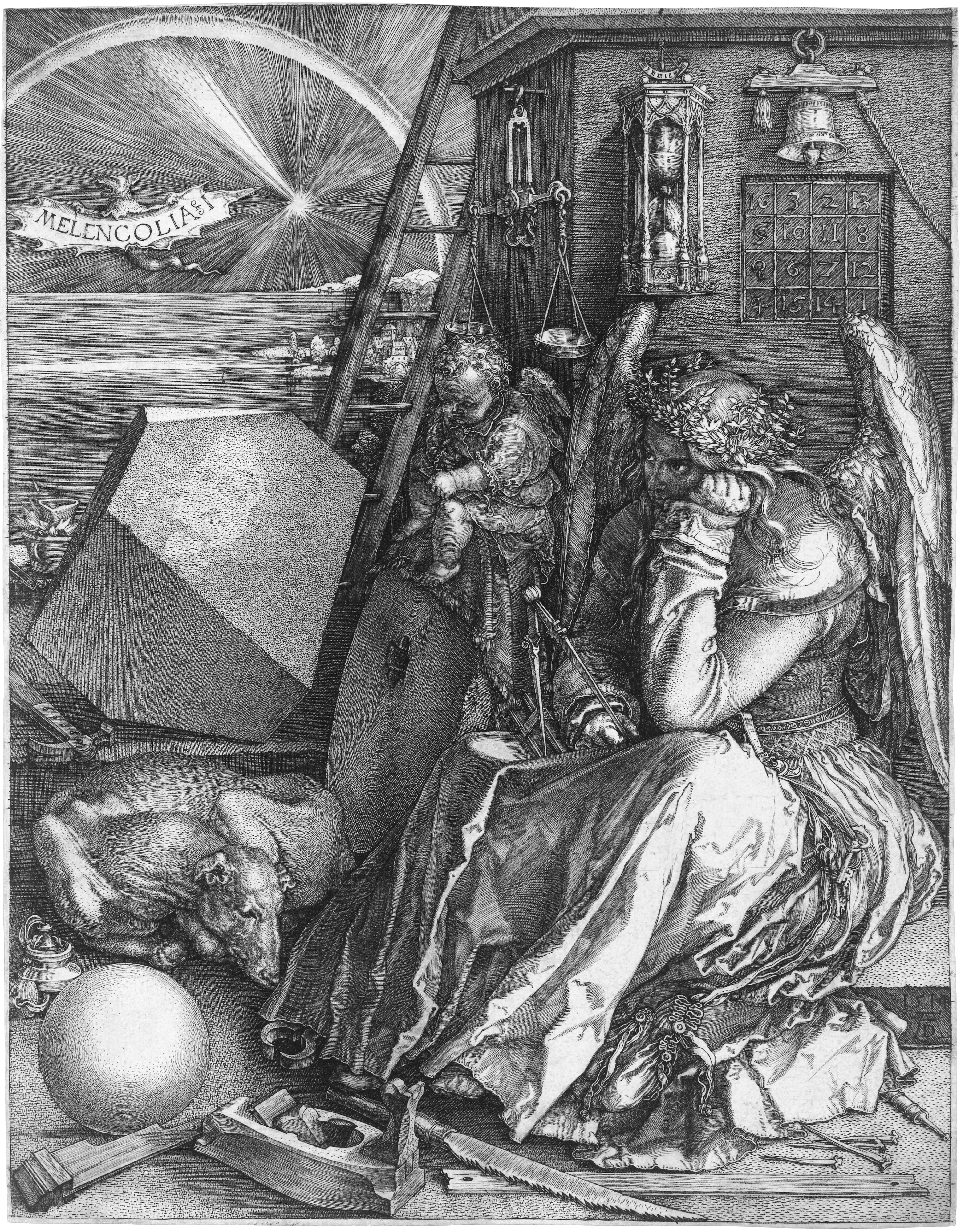
La Melencolia - par Albrecht Dürer.

L'atrabilaire (du latin atra bilis, « bile noire ») désigne dans le langage courant, en partant de la théorie des humeurs des disciples d'Hippocrate, un individu disposé à l'abattement, la tristesse, la méfiance et la critique.
Dans un sens positif, on lui attribue également la fiabilité et la maîtrise de soi[réf. nécessaire].

## Étymologie
Le mot « atrabilaire », composé d'« atrabile » et du suffixe « -aire », apparaît en 1546. En 1845, son synonyme « atrabilieux » est conçu.
« Atrabile » est la francisation du terme latin « atra bilis » qui se traduit par « bile noire ». De même, la traduction française « bile noire » peut servir comme synonyme d'« atrabile ».

## Définition
Le Dictionnaire de l’Académie française, 9e édition, indique que le mot « atrabilaire », qui désigne un individu « porté à la mauvaise humeur [et] à l'irritation », est utilisable comme adjectif et substantif.
Selon le Littré, ce terme, qui a en outre un sens anatomique renvoyant à la bile noire, se définit ainsi : « Nom que les anciens donnaient à une humeur épaisse, noire, âcre, qu'ils supposaient sécrétée par les capsules surrénales. L'existence de cette humeur est imaginaire, ainsi que les effets qu'on lui attribuait sur le caractère. » Cependant, le Littré attribue également l'humeur mauvaise à ce terme, précisant qu'il est un synonyme de « mélancolique ».
La bile noire désigne une « substance hypothétique de l'ancienne médecine qui passait pour causer la mélancolie et l'hypochondrie. »

## Rapport avec la mélancolie
L'abbé Roubaud explique que les mots « mélancolie » et « atrabile » ont une connotation différente :
« Le mélancolique et l'atrabilaire sont tourmentés d'une bile noire, recuite, résineuse, visqueuse et tenace, qui est adhérente aux viscères, trouble les digestions, envoye des vapeurs épaisses au cerveau, arrête et vicie les humeurs, et cause enfin le plus grand désordre dans toute l'économie animale. Les villes fourmillent de ces malades-là.

Les deux mots, mélancolique, atrabilaire, l'un grec, l'autre latin, désignent le même état des personnes, car μέλας et ater signifient noir, bilis et χολή bile. Dans les Langues orientales, septentrionales, celtiques, la racine at exprime ce qui est mauvais et ce qui est noir ; et dans toutes les Langues, mel, mal, désignent le mal et la noirceur. Mais le mot ter renforce celui qu'il modifie : ainsi en latin, , ater, atramentum, atrox, atrocitas, etc. annoncent ce qu'il y a de plus noir et de plus mauvais : au lieu que souvent mel, mal ne désignent, dans différentes langues, qu'un état de langueur ou de faiblesse. Ainsi la mélancolie, susceptible de graduations, ne va que par excès jusqu'à l'atrabile (qu'on me permette ce mot). Il y a une mélancolie douce, agréable même : l'atrabile est toujours cruelle et terrible. Une simple tristesse vous donne l'air mélancolique qui intéresse : mais l'habitude de l'ame et la férocité des traits donnent cet air atrabilaire qui effraye.
Le mélancolique est dans un état de langueur et d'anxiété : la tristesse est morne et inquiète. L'atrabilaire est dans un état de fermentation et d'angoisse ; la tristesse est sombre et farouche. Le mélancolique évite le monde, il veut être seul : l'atrabilaire repousse les hommes, et il ne peut [pas] vivre avec lui-même. La mélancolie attendrit d'abord le cœur que l'atrabile endurcit. Le mélancolique, sensible à l'intérêt que vous lui témoignez, l'est encore aux peines de ses semblables : l'atrabilaire, ennemi des autres et de lui-même, voudroit ne voir que des êtres plus malheureux que lui.
Aristote dit que les gens d'esprit font mélancoliques ; naturellement pensifs et réfléchissans, une vie sédentaire, laborieuse et solitaire les rend tels.
Les tyrans font des fous atrabilaires ; et s'ils ne l'étoient pas d'abord, comment ne le deviendroient-ils pas bientôt, pleins de sentiments pénibles, nourris de crimes, toujours menaçans et tremblans, toujours et plus méchans et plus malheureux !
La délicatesse des nerfs, une constitution molle, un cœur tendre, les peines d'esprit, disposent à la mélancolie. L'abondance de la bile, des fibres, seches et roides, l'usage habituel des mets succulens, des passions sans cesse irritées tant par la possession que par la privation, une âme ardente qui brûle encore le corps après l'avoir énervé, forment l'atrabile.
On est d'un tempérament mélancolique : prenez garde à cet enfant, triste sans sujet, souvent rêveur et solitaire, trop tranquille pour son âge ; il a besoin de distractions variées, d'un exercice continuel, d'alimens simples et benins, de remedes doux et propres à faciliter les digestions, la transpiration, la circulation des humeurs. On a l'humeur atrabilaire : prenez garde à cet homme qui devient taciturne, sauvage, colere, et dur : il a besoin de sortes secousses, d'exercices violens ; d'un régime adoucissant et frugal, de remedes simples et capables de diviser et d'entraîner les humeurs.
Craignez d'impatienter le mélancolique, sa bile est prête à fermenter. Craignez d'irriter l'atrabilaire, sa bile fermente sans cesse.
Le mélancolique devient visionnaire et fou. L'atrabilaire devient furieux et frénétique.
Le mélancolique meurt lentement : c'est l'atrabilaire qui le tue.

Atrabilaire ne s'applique qu'aux personnes ; mais on dit un temps mélancolique, un jeu mélancolique, ou qui inspire la mélancolie. Le mot atrabile exprimeroit bien le mal physique : la mélancolie ne designe souvent que des peines d'esprit manifestées par un air triste et languissant. »
— Pierre-Joseph-Andre Roubaud, Synonymes français, t. III, 1796, p. 170
Au-delà, Bonnaire (1835) observe également qu'il existe une nuance entre un atrabilaire et un mélancolique :
« Le mélancolique évite les hommes, l'atrabilaire les repousse. »
Hildegarde de Bingen précise : « Les femmes mélancoliques ont la chair maigre, des veines épaisses, des os modestes, et leur sang est plus rouge-bleu que de la couleur rouge, et elles ont une face comme bondée de bleu ou noir, etc. »

## Littérature
Dans la littérature, le terme est employé pour désigner une mauvaise humeur, l'irritation, la colère ou la mélancolie.
Le terme est utilisé par Molière,, Voltaire,,,,Charles Nodier et dans la littérature contemporaine, par Jean Guéhenno, Nathalie Sarraute et Mathias Enard.
Le prophète Jonas, héros biblique du Livre de Jonas représente également un type  d'Atrabilaire.

## Médecine
Selon Hans Eysenck, le tempérament bilieux se caractérise par la combinaison de l'instabilité émotionnelle avec l'introversion.
Ambroise Paré utilise le terme dans un sens lié à la théorie des tempéraments,.
Pierre Jean Georges Cabanis attribue un sens cognitif au terme « atrabilaire » :
- « Les maladies chroniques dépendent presque toutes, dans les pays chauds et secs, d'inflammations lentes, d'engorgements hypocondriaques, ou de dégénérations atrabilaires, introduites dans toutes les humeurs[20]. »
- « Arétée distingue soigneusement les délires causés par les obstructions viscérales atrabilaires, de ceux qui se manifestent directement dans les fonctions du cerveau[21]. »

Cependant, des classifications modernes comme la CIM-10 ne connaissent pas « atrabilaire » en tant que diagnostic : la formation des traits de caractère d'un individu est jugée d'une façon plus différenciée par la psychologie de la personnalité contemporaine ; beaucoup d'autres facteurs sont impliqués et aboutissent à l'ensemble de la personnalité d'une personne.